# NGC 753
NGC 753 je galaksija u zviježđu Andromeda.

## Vanjske poveznice
- SEDS: NGC 753